# فهرست فرودگاه‌های کلاس C در کانادا
آلبرتا:
- YEG / CYEG فرودگاه بین‌المللی ادمونتون
- YXD / CYXD فرودگاه ادمنتن سیتی اسنتر
- YYC / CYYC فرودگاه بین‌المللی کالگری

بریتیش کلمبیا:
- YVR / CYVR فرودگاه بین‌المللی ونکوور
- YYJ / CYYJ فرودگاه بین‌المللی ویکتوریا
- YDT / CZBB فرودگاه باوندری بی

انتاریو:
- YOW / CYOW فرودگاه بین‌المللی مک‌دونالد-کارتیر اتاوا
- YYZ / CYYZ فرودگاه بین‌المللی پیرسون تورنتو

استان کبک:
- YMX / CYMX فرودگاه بین‌المللی مونترآل-میرابل
- YUL / CYUL فرودگاه بین‌المللی مونترآل-پییر الیوت ترودو